# Мічурінська агробіологія
Мічурінська агробіологія (також Мічурінська біологія, Мічурінська генетика) — псевдонаукова школа, що досягла розквіту у 20-ті-30-ті роки XX сторіччя в СРСР. Школа розвивалася під керівництвом Трохима Денисовича Лисенка. До Івана Володимировича Мічуріна має лише опосередковане відношення. Сьогодні більш відома як лисенківщина — радянська кампанія проти генетики, яка розпочалася в середині 1930-х років.

## Критерії, за якими мічуринська агробіологія не є науковою
1. Принцип верифікації: численні експерименти генетиків, що проводилися як в Радянському Союзі, так і за кордоном, не тільки не підтвердили тезиси мічурінської агробіології, але й спростували їх.[5] Також були відмічені прямі підтасовки.[6][7]
2. Принцип непротиріччя: наукові теорії не повинні суперечити вже підтвердженим та перевіреним положенням науки. Мічурінська агробіологія суперечила досягненням генетики, цитології, ембріології, вже підтвердженим та перевіреним (приклад: самозародження клітин з неклітинної маси в експериментах Лепешинської, ця теорія Лепешинської використовувалась самим Лисенком для обґрунтування перетворення одних сучасних видів злакових в інші.[8][9] суперечить принципу Вірхова «Кожна клітина — з клітини»).
3. Раціональний принцип: Мічурінська генетика існувала на спростованих сучасною (і на той період) біологією передумовах ламаркізму й можливості спадкування надбаних ознак
4. Саме твердження про спадковість надбаних ознак ставить закономірне питання — як можуть існувати види як стабільні репродуктивно ізольовані одиниці еволюції в умовах, коли при спадкуванні надбаних ознак у кожному поколінні вид повинен необоротно змінюватися, що ставить під сумнів саме існування виду?[10]

Таким чином, мічурінська агробіологія не є науковою, тому що не відповідає критеріям науковості.

## Основні тези мічурінської агробіології
- Змінені умови зовнішнього середовища можуть змінювати процес побудови тіла, у тому числі й будова хромосом і взагалі зародкових клітин для майбутнього покоління.[11]
- Механізм зміни спадковості — зміна асиміляції й дисиміляції в організмі, зміна обміну речовин, що впливають на формування гамет.[11]
- Спадкові ознаки можуть передаватися безпосередньо від привою до підщепи (за вегетативній гібридизації).[12]
- Зміна організмів або окремих органів і властивостей не завжди або не в повному ступені передається потомству, але змінені зародки нових організмів завжди виходять тільки в результаті зміни тіла батьківського організму, у результаті прямого або непрямого впливу умов життя на розвиток організму або окремих його частин.[11]
- Зміна спадковості, надбання нових властивостей і їх посилення в ряді послідовних поколінь завжди визначається умовами життя організмів.[11]
- Мічурінська генетика заперечувала значення хромосом як носія спадковості:

Отвергая наследуемость приобретаемых качеств, Вейсман измыслил особое наследственное вещество, заявляя, что следует «искать наследственное вещество в ядре» и что «искомый носитель наследственности заключается в веществе хромосом», содержащих зачатки, каждый из которых «определяет определенную часть организма в ее появлении и окончательной форме.
Само собой понятно, что сказанным биологическая роль и значимость хромосом в развитии клеток и организма нисколько, конечно, не отрицается, но это вовсе не та роль, которая приписана хромосомам морганистами.
- Мічурінська генетика затверджувала, що клітини здатні самозароджуватися з неклітинної маси.[8][14][15] і заперечувала загальноприйнятий в біології принцип Вірхова, охарактеризувавши такі погляди як „вірховіанство“ (пор. з вейсманізм-морганізм — термін, що використовували послідовники Лисенка для позначення класичної генетики)[16][9]

- Також оперувала поняттям „живого вещества“[8][14][15][9], тим самим відроджуючи віталізм.
- Вважала статистику й математику лише „вспомогательными орудиями“ у вивченні біологічних закономірностей.[17]
- Заперечувала існування внутрішньовидової конкуренції.[18]

…Но внутривидовой конкуренции нет и в самой природе. Существует лишь конкуренция между видами: зайца ест волк, но заяц зайца не ест, — он ест траву. Пшеница пшенице также не мешает жить. А вот пырей, лебеда, осот являются представителями других видов и, появившись в посевах пшеницы или кок-сагыза, отнимают у них пищу, борются с ними.

- Заперечувала роль ДНК як речовини спадковості:[1]

Никакого шифра или кода, записей информации и т. п. в ДНК также нет. О какой матрице для копирования наследственного вещества (для копирования ДНК) можно говорить, зная детально наши экспериментальные данные по получению озимых из яровых?
- Заперечувала наявність летальних генів.[20]

- Стверджувала, що сучасні види здатні перетворюватися один в іншій під дією умов зовнішнього середовища:[21]

Отрицать порождение в соответствующих условиях пшеницей ржи — это значит противоречить действительности. Отрицать, что пшеница в соответствующих условиях порождает отдельные зерна ржи, которые потом вырастают и вытесняют пшеницу, — это значит отворачиваться от жизни, от практики.

## Мічурінська біологія й І.В.Мічурін
Російський і радянський селекціонер І. В. Мічурін вважав, що навколишнє середовище впливає на спадковість організмів (особливо в деякі стадії розвитку рослин і у гібридів). Також І. В. Мічурін вірив у можливість утворення гібридів шляхом щеплення й спочатку відкидав закони Менделя (на його думку, що діяли тільки лише в особливих умовах), можливо, передбачаючи теорію Лисенко. Однак Мічурін ніколи не створював загальнобіологічної системи (якою була мічурінська генетика) і не абсолютизував вплив навколишнього середовища на спадковість. Надалі І. В. Мічурін прийняв навчання Менделя й стверджував, що досліди, поставлені їм для спростування законів Менделя, насправді підтвердили їх (Мічурін ставив експерименти на плодових деревах, а тому що вони самі по собі є гібридами, то при їхньому схрещуванні вищеплялись гомозиготні по деяких генах генотипи — «дички»).
Мічурінська агробіологія в такий спосіб ґрунтувалася на ранніх роботах Мічуріна (причому пізні роботи з підтвердженням законів Менделя замовчувалися) і Мічуріна не можна назвати основоположником так званої «мічурінської генетики» — мічурінська біологія від Мічуріна побрала лише ім'я й деякі з його ранніх припущень.

## Сучасні уявлення
У сучасній біології відомі багато явищ, що представляються як докази ламаркізму й мічурінської генетики, наприклад, епігенетичні зміни, що проявляються в зміні профілю метилювання ДНК, специфічна соматична рекомбінація генів імуноглобулінів у ссавців. Але по суті ці явища не є доказом істинності мічурінської генетики. Епігенетичні зміни є модифікаційними змінами й при цьому не змінюється послідовність нуклеотидів у генах, самі епігенетичні зміни рідко успадковуються більш ніж на одне покоління,, епігенетика не спростовує закони Менделя, точно також як і не відроджує ламаркізм. При спеціалізованій соматичній рекомбінації генів імуноглобулінів зміни в послідовності генів імуноглобулінів відбуваються лише в В-Лімфоцитах — і ніколи в гаметах або зиготі. Наявність же в плода й новонародженого гуморального імунітету проти захворювань, якими перехворіла мати, пояснюється транспортом імуноглобулінів класу G (IgG) через гематоплацентарний бар'єр під час вагітності й наявності IgG у материнськім молоці — у такий спосіб мова йде скоріше про пасивну імунізацію дитини, що захищає дитину в перші місяці життя, ніж про спадкування придбаного імунітету.

## Протистояння мічурінської агробіології й класичної генетики
Питання про протиріччя між «мічурінською агробіологією» і класичною генетикою зв'язаний більшою мірою зі внутрішньополітичною ситуацією в СРСР, ніж з наукою.

### Значення генетики для сільського господарства
В 1900-му році відбулося перевідкриття законів Менделя, що дало початок інтенсивному розвитку генетики й селекції. Були з'ясовані механізми спадкування й прояву різних особливостей організмів, у тому числі — і хазяйновито важливих ознак. Розроблені нові ефективні методи одержання нових сортів рослин і порід тварин. Проте, час необхідний на одержання нових сільськогосподарських сортів (порід), залишалося досить більшим — більш 10 років. Сільське господарство СРСР потребувало більш швидкого одержання високопродуктивних груп рослин і худоби.

### Проблеми менделівської генетики початку XX століття. Роботи Мічуріна
На початку XX століття багато вчених, а також селекціонер Мічурін ставили під сумнів універсальність механізмів спадкування ознак, відкритих Грегором Менделем. Зокрема, Мічурін, який працював із плодовими деревами, спостерігав більш складну й неоднозначну картину спадкування, чим очікується при менделевском спадкуванні. Не можна сказати, що Мічурін був супротивником класичної генетики, але його досвід показував, що класична генетика того часу не могла пояснити багато закономірностей спадкування ознак у тих об'єктів, з якими він працював. Мічурін не дожив до розгрому радянської генетики в 1948 році (він умер в 1935 році). Є дані, що Мічурін, у шляхах виведення нових сортів рослин, оцінював метод «виховання» (термін, що часто згадується згодом у лисенківській ідеології) — тобто приучення рослин до нових умов середовища, як помилковий, а методи близькі до класичних селекционерным — занадто повільними.

### Уявлення про спадковість Т.Д.Лисенко. Їхнє внутрішньополітичне значення в СРСР

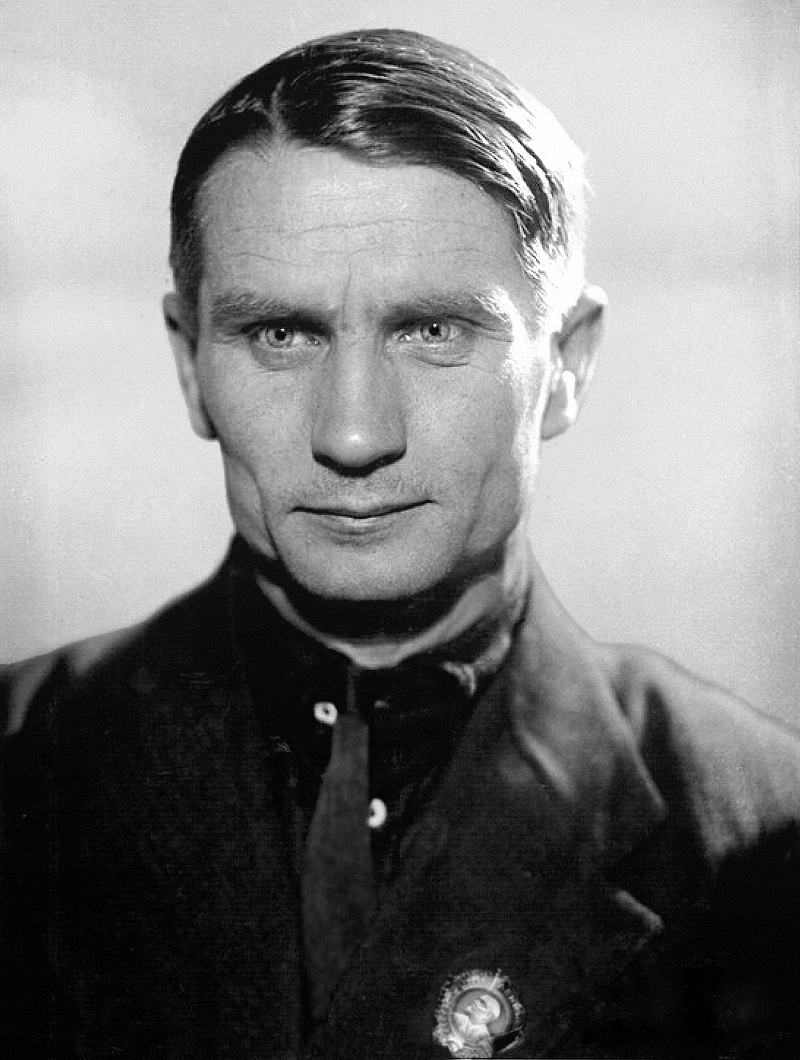
Трохим Денисович Лисенко

В 1930-х роках вплив у радянській генетиці здобуває Трохим Денисович Лисенко. Його уявлення про принципи спадкування відрізняються від класичної генетики за такими пунктами:
1. успадковуються надбані ознаки;
2. відсутній матеріал спадковості, у високому ступені незалежний від дії різних зовнішніх факторів на організм;
3. шляхом особливого «виховання» організмів можливе одержання спрямованих наслідуваних змін.

Уявлення Лисенко (подібні з поглядами Ж. Б. Ламарка) потрапили на благодатний ґрунт у СРСР.
По-перше, Лисенко обіцяв, що за допомогою його методів можливе одержання високоврожайних сортів (порід) у дуже короткий термін.
По-друге — уявлення Лисенка у високому ступені відповідали ідеології комуністичної партії СРСР; Лисенко протиставляв «комуністичну» і «буржуазну» науку. Під «буржуазною» наукою розумілася класична генетика. Класичних генетиків презирливо називали «вейсманісти-морганісти», відповідно до прізвищ Августа Вейсмана, творця уявлення про зародкову плазму — речовину спадковості, і Томаса Ганта Моргана — відомого американського генетика.
Наукові й практичні результати, отримані на підставі уявлень Лисенка, часто фальсифікувалися або виконувалися з методологічними помилками.
Псевдонаукова школа Лисенка, посилалючись на авторитети вже померлих Мічуріна й Тімірязєва, проголосила себе продовжувачкою робіт Мічуріна. Послідовники Лисенко стали називатися мічурінцями.
Наслідком суперечностей, що виникли між псевдонауковою школою Лисенко й радянськими класичними генетиками були репресії радянських генетиків наприкінці 30-х років — початку 40-х. Найбільш важкою втратою для світової генетики був арешт М. І. Вавилова в 1940 році.
Ідеологічні суперечності підігрівалися також тим, що ряд ранніх генетиків, зокрема, Морган, скептично ставився до дарвінівської теорії еволюції.

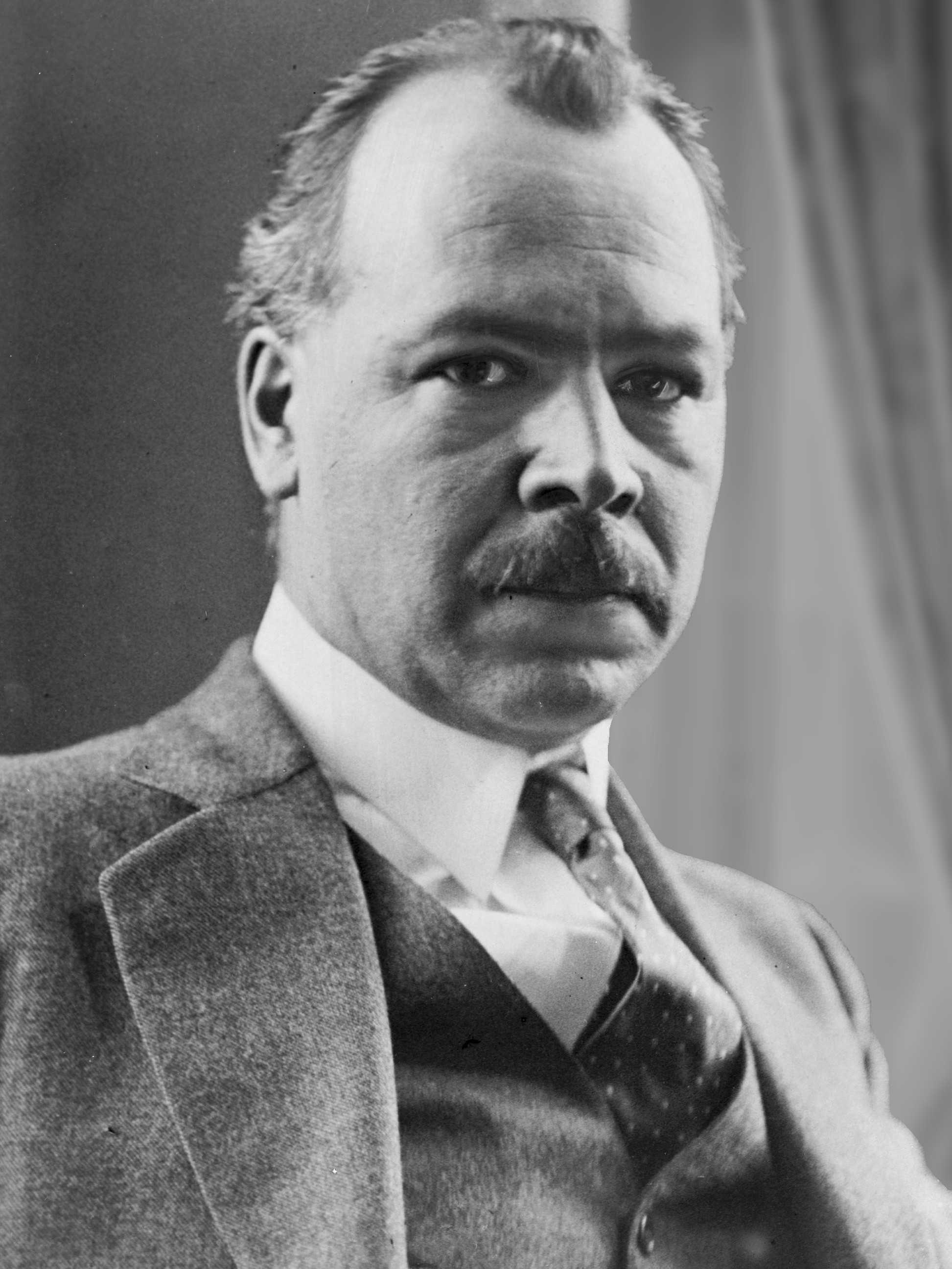
Микола Іванович Вавілов

### Розгром Радянської генетики
В 1948 році відбулася сумно відома серед генетиків «серпнева сесія ВАСГНІЛ». Ця наукова нарада була проведена лисенківцями з метою оголосити класичну генетику лженаукою. У результаті, люди, які займалися генетикою, були звільнені з освітніх і наукових установ, або були змушені працювати там за іншими спеціальностями.

### Відновлення генетики в СРСР
Після розгрому генетики її відродження в СРСР відбувалося, головним чином, на базі Сибірського відділення академії наук СРСР, що формувалося в Новосибірську. В 1957 році був відкритий Інститут цитології й генетики СВ АН СРСР. Більшість найкращих генетиків країни, які прагнули й не боялися знову почати працювати за спеціальністю, приїхали працювати саме в ІЦіГ СВ АН. Інститут тривалий час перебував у напівлегальному становищі. З кінця 50-х років по 60-ті роки інститут пережив безліч перевірок, метою яких було закриття інституту.
Згодом генетика в СРСР відновилася як наука. Відновилося викладання генетики в Московському, Ленінградському, Томському й інших університетах. Відкрилися дослідницькі інститути генетичного напрямку. В 1970-х роках офіційно було визнано помилковість уявлень Лисенка.

## У мистецтві

### Образ мічурінської агробіології у літературі
У повісті Аркадія й Бориса Стругацьких «Казка про трійку» одіозний псевдовчений Вибегалло Амбросій Амбруазович (прототип для нього по запевненню авторів був сам Т. Д. Лисенко) закінчував велику працю з «выведению путём перевоспитания самонадевающегося на рыболовный крючок дождевого червя» — аллюзия до «методу воспитания», відпрацьованому Т. Д. Лисенко в межах мічурінської генетики.
Мічурінська агробіологія також фігурує в романі Володимира Дудинцева «Білі одежі», де головний персонаж, на початку роману затятий «мічурінець», проводить інспекцію діяльності свого рідного інституту на предмет виявлення схованих «вейсманистів-морганістів», і поступово усвідомлює хибність постулатів мічурінської агробіології й приєднується до підпільно діючих генетиків. Роман був визнаний гідним Державної премії СРСР (1988).
Осміянню діяльності Лисенко Т. Д., як і мічурінської агробіології присвячені поширювані самвидавом поеми професора Пузанова І. І., завідувача кафедри зоології Одеського державного університету «Астронавт» и «Трофимиана» (остання потрапила в архів Лисенко).

### Образ у кіно
Велика сила — совєцький художній фільм 1950 року, що пропагує мічурінську агробіологію.